# 6744 Komoda
6744 Komoda eller 1994 JL är en asteroid i huvudbältet som upptäcktes den 6 maj 1994 av de båda japanska astronomerna Kazuro Watanabe och Kin Endate vid Kitami-observatoriet. Den är uppkallad efter japanske amatörastronomen Kazuyoshi Komoda.
Asteroiden har en diameter på ungefär 4 kilometer.